# Anthony Muirhead
Le lieutenant-colonel Anthony John Muirhead, né le 4 novembre 1890 et mort à Oxford le 29 octobre 1939, est un soldat et homme politique britannique.

## Biographie
Soldat durant la Première Guerre mondiale, il y est décoré de la Croix militaire. Il est élu député de la circonscription de Wells, sous l'étiquette du Parti conservateur, aux élections législatives de 1929, entrant ainsi à la Chambre des communes. Député d'arrière-ban durant ses premières législatures (1929-1931 et 1931-1935), il est réélu en 1935, et devient secrétaire parlementaire au ministère du Travail, durant la Grande Dépression. Il est nommé en 1937 sous-secrétaire d'État à l'Air dans le gouvernement du Premier ministre Neville Chamberlain. À ce titre, il est adjoint à Philip Cunliffe-Lister, le secrétaire d'État à l'Air et donc ministre ayant la responsabilité politique de la Royal Air Force. Le gouvernement mène une politique d'apaisement des puissances fascistes, tout en renforçant néanmoins les forces armées du Royaume-Uni,,.
En 1938 il est nommé sous-secrétaire d'État à l'Inde, au bureau de l'Inde, le ministère à Londres chargé du Raj britannique. Lieutenant-colonel dans l'artillerie anti-tank des Queen's Own Oxfordshire Hussars, il se suicide en octobre 1939, peu après le début de la Seconde Guerre mondiale, car il craint qu'une blessure à la jambe ne l'empêche d'être déployé au front. Il est ainsi le premier des cinquante-six parlementaires britanniques morts à la Seconde Guerre mondiale et commémorés par un mémorial au palais de Westminster,,,,.